# پول سیاه
پول سیاه یا پاپاسی اصطلاحی است که به‌طور عامیانه برای سکه های مسین (فلوس) استفاده می شده است. پیش ازاسلام در ایران سکه‌های مسی در میان مردم رایج بوده و پس از اسلام نیز تا دوران قاجاریه و حتی مدتی از دوره پهلوی این نوع سکه نقش مهمی را در امر دادو ستد مردم دارا بوده‌است. البته این سکه جزو کم بهاترین پول در جریان بوده و از آنجا که رنگ پول‌های مسی پس از مدتی سیاه می‌شده، بدانها پول سیاه می‌گفتند و آنرا در مقابل «پول سفید» به کار می‌بردند که منظور سکه‌های با ارزش سیمین بوده‌است.
سکه‌های مسی به خصوص در دوره ناصرالدین شاه و بعد از آن تا پایان سلسله قاجاریه نوسان زیادی داشت و ارزش آن نسبت به پولهای دیگر ثابت نبود و پیوسته تغییر می‌کرد. به همین جهت نمی‌توان ارزش سکه‌های مسی را نسبت به دیگر سکه‌ها تعیین نمود. به طوری که مدام در مناطق مختلف کشور بسیار  تغییر می‌کرده‌است.

## منبع
- سرفراز، علی‌اکبر (۱۳۸۰)، سکه‌های ایران: از آغاز تا دوران زندیه، به کوشش /علی‌اکبر سرفراز، فریدون آورزمانی.، تهران: سازمان مطالعه و تدوین کتب علوم انسانی دانشگاهها (سمت)، ص. ۱۱–۲۱، شابک ۹۶۴-۴۵۹-۴۳۱-۲